# 진해시 (1958년 선거구)
진해시는 대한민국의 옛 국회의원 선거구이다. 당시 경상남도 진해시 일대를 관할했다.

## 역사
1957년 10월 1일을 기해 창원군 진해읍이 진해시로 승격되었다. 이에 제4대 국회의원 선거를 앞두고 진해시 전 지역을 관할하는 선거구로 신설되었다.
제6대 국회의원 선거를 앞두고 창원군 갑 선거구, 창원군 을 선거구와 통합되면서 진해시·창원군 선거구를 형성하게 됨에 따라 폐지되었다.

## 역대 국회의원
| 선거   | 정당 | 정당   | 의원   |
| ------ | ---- | ------ | ------ |
| 1958년 |      | 무소속 | 주금용 |
| 1960년 |      | 민주당 | 김병진 |

## 역대 선거 결과

### 대한민국 제4대 국회의원 선거
|  | 35.49% |

|  | 34.81% |

|  | 26.47% |

|  | 3.21% |

|  | 0% |

### 대한민국 제5대 국회의원 선거
|  | 23.12% |

|  | 13.51% |

|  | 10.44% |

|  | 10.02% |

|  | 8.87% |

|  | 8.79% |

|  | 5.38% |

|  | 5.09% |

|  | 4.30% |

|  | 3.77% |

|  | 2.79% |

|  | 2.58% |

|  | 1.28% |